# Kasthúsatjörn
Die Kasthúsatjörn ist ein Teich auf der Halbinsel Álftanes im Südwesten Islands.
Der 1,5 ha große Teich steht wegen des reichen Vogellebens seit 2002 unter Naturschutz zusammen mit 2,7 ha vom Ufer.  Das angrenzende Küstengebiet im Westen steht mit einer Fläche von 17,6 ha ebenfalls unter Naturschutz.